# Kelham-feszület
A Kelham-feszület (Kelham Rood) elnevezés egy háromalakos bronz szoborcsoportot takar, amelyet Charles Sargeant Jagger brit szobrász készített a kelhami kolostor kápolnájába a Szent Küldetés Társaság (Society of the Sacred Mission) megrendelésére az 1920-as években.

## A szoborcsoport
Az 1929-ben  elkészült alkotás központi eleme a megfeszített Jézus, alatta-mellett áll Szűz Mária és Keresztelő János. Krisztus teste egy burmai teakfából készült keresztre van erősítve. Az általános Jézus-ábrázolásoktól eltérően Jagger bronzkötelekkel „rögzítette” Krisztust a keresztre. Az alkotást 1973-ban a Milton Keynes-i Willen-kolostor kertjében állították fel, majd a kenningtoni St John the Divine templom déli hajójában helyezték el.